# Eugen Hettich

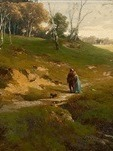
Bachlandschaft mit Paar und Hund

Eugen Hettich, vollständig auch Gustav Eugen Hettich-Merz, (* 18. Juli 1848 in Besigheim; † 29. März 1888 in Stuttgart) war ein deutscher Maler.

## Familie
Eugen Hettich war der Sohn des Rektors Hermann Otto Friedrich Hettich und dessen Ehefrau Agnes Friederike (geborene Merz), die dem Adelsgeschlecht Merz von Quirnheim entstammte. Gustav Eugen Hettich-Merz war ein Nachfahre des Komponisten Johann Kaspar Mertz und ein direkter Nachfahre von Johann Mertz von Quirnheim.
Hettich war zweimal verheiratet. Aus seiner zweiten Ehe gingen drei Kinder hervor.

## Leben und Werk
Er absolvierte in Besigheim seine Schulzeit und machte anschließend eine Lehre als Dekorationsmaler. Danach lernte er an der Kunstschule und am Polytechnikum in Stuttgart weiter. Er kam nach Wien, wo er bei August Eisenmenger arbeitete und ging anschließend nach München, wo er 1874 bis 1877 im Kunstverein ausstellte. 1879 bis 1881 lebte er in Florenz, hielt sich dann häufig auch in Tirol auf. 1885 ließ er sich in Stuttgart nieder, wo er eine Kunstschule betrieb.
Bekannt ist er durch seine Landschaftsgemälde, auf denen oftmals Berge oder Hügel zu sehen sind. Dies wurde zu seinem Markenzeichen.
Werke (Auswahl)
- Schweizer Landschaft mit Bach und Bergen 1881 (aus dem Nachlass des verstorbenen Salvador de Mendonça).
- Landschaft am Starnberger See. 1882. Öl auf Karton, 22,5 × 24 cm.
- Paysage au crépuscule (34 × 71,5 cm, 1886) wurde am 26. Oktober 1988 für 1200 Schweizer Franken bei einer öffentlichen Versteigerung in Bern verkauft.[1]
- Waldeinsamkeit wurde nach einer Ausstellung, die vom 30. August bis 13. September 1887 in Konstanz stattfand, für 650 Franken angeboten.[2]